# Сінгурень (Румунія)
Сінгурень, Сінгурені (рум. Singureni) — село у повіті Джурджу в Румунії. Адміністративний центр комуни Сінгурень.
Село розташоване на відстані 25 км на південний захід від Бухареста, 37 км на північ від Джурджу.

## Населення
За даними перепису населення 2002 року у селі проживали 1782 особи. Усі жителі села рідною мовою назвали румунську.
Національний склад населення села:
| Національність | Кількість осіб | Відсоток |
| -------------- | -------------- | -------- |
| румуни         | 1758           | 98,7%    |
| цигани         | 24             | 1,3%     |